# Liste der Kulturdenkmale in Brunsbek
In der Liste der Kulturdenkmale in Brunsbek sind alle Kulturdenkmale der schleswig-holsteinischen Gemeinde Brunsbek (Kreis Stormarn) aufgelistet  (Stand: 10. März 2025). Die Bodendenkmale sind in der Liste der Bodendenkmale in Brunsbek aufgeführt.

## Legende
In den Spalten befinden sich folgende Informationen:
- Objekt-ID: die Nummer des Kulturdenkmales
- Lage: die Adresse des Kulturdenkmales und die geographischen Koordinaten. Kartenansicht, um Koordinaten zu setzen. In der Kartenansicht sind Kulturdenkmale ohne Koordinaten mit einem roten Marker dargestellt und können in der Karte gesetzt werden. Kulturdenkmale ohne Bild sind mit einem blauen Marker gekennzeichnet, Kulturdenkmale mit Bild mit einem grünen Marker.
- Offizielle Bezeichnung: Bezeichnung des Kulturdenkmales
- Beschreibung: die Beschreibung des Kulturdenkmales
- Bild: ein Bild des Kulturdenkmales

## Bauliche Anlagen
| Objekt-ID     | Lage                                            | Offizielle Bezeichnung                | Beschreibung | Bild            |
| ------------- | ----------------------------------------------- | ------------------------------------- | --- | --------------- |
| 9633 Wikidata | Langeloher Weg 1 (53° 36′ 22″ N, 10° 17′ 20″ O) | Ehemalige Gastwirtschaft Hugo Schmidt | Das Gebäude wurde im Jahr 1904 durch Johann Schmidt erbaut. Es handelt sich um einen markanten zweigeschossigen Backsteinbau mit Satteldach und angeschlossener Drempelscheune, zur kombinierten Nutzung als Land- und Gastwirtschaft. Das Gebäude zeichnet sich durch Verzierungen in späthistoristischen Formen aus. - Begründung: geschichtlich, städtebaulich - Schutzumfang: gesamtes Objekt - Denkmaltyp: Bauliche Anlage | Fotos hochladen |